# 히타치다이고역
히타치다이고역(일본어: 常陸大子駅)은 일본 이바라키현 구지군 다이고정에 위치한 동일본 여객철도 스이군선의 철도역이다. 단선 · 섬식의 형태를 합친 2면 3선 구조의 복합 승강장을 갖춘 지상역이다.

## 타는 곳
| 1     | ■ 스이군선 | 상행 | 히타치오미야 · 미토 방면                        |
| 2 · 3 | ■ 스이군선 | 하행 | 이와키타나쿠라 · 이와키이시카와 · 고리야마 방면 |

## 이용 현황
| 승차 인원 추이 | 승차 인원 추이 |
| 연도           | 1일 평균       |
| -------------- | -------------- |
| 2000           | 600            |
| 2001           | 581            |
| 2002           | 558            |
| 2003           | 543            |
| 2004           | 526            |
| 2005           | 526            |
| 2006           | 511            |
| 2007           | 496            |
| 2008           | 481            |
| 2009           | 453            |
| 2010           | 449            |
| 2011           | 384            |
| 2012           | 384            |
| 2013           | 357            |
| 2014           | 334            |
| 2015           | 324            |

## 역 주변
- 다이고 정청
- 국도 제118호선 · 국도 제461호선
- 다이고 온천

## 인접 역
| 스이군선           | 스이군선   | 스이군선                 |
| ------------------ | ---------- | ------------------------ |
| 후쿠로다 미토 방면 | ■ 스이군선 | 시모노미야 고리야마 방면 |